# Florian Roski
Florian Roski (* 22. September 1974 in Holzminden) ist ein deutscher Unternehmer, Sachbuchautor, Investor, Hochschuldozent und ehemaliger Mister Germany.

## Werdegang
Nach dem Abitur begann Roski 1995 ein betriebswirtschaftliches Studium an der Friedrich-Alexander-Universität Erlangen-Nürnberg. Als Diplom-Kaufmann schloss er das Studium 2001 ab und arbeitete in verschiedenen Unternehmen als Beteiligungscontroller, Leiter des Controllings und des Rechnungswesens.
2005 gründete er gemeinsam mit einem Partner die „four-quarters-Gruppe“, deren Geschäftsführer und Hauptgesellschafter er ist. Die Existenzgründungsberatungsgesellschaft der Gruppe firmiert mittlerweile unter dem Namen „four-quarters EXIST GmbH“. Seit 2008 ist Roski zudem Gründer und Geschäftsführer der „IKSOR GmbH“ (Family Office & Business Angel) sowie seit 2012 Prokurist von „mein-mikrofinanzierer GmbH“, einem staatlich akkreditierten Mikrofinanzinstitut.
Seit August 2012 ist er Lehrbeauftragter der ICN Business School Nürnberg und der Technischen Hochschule Nürnberg. Während seiner Lehrtätigkeiten und neben seiner Tätigkeit als Geschäftsführer der automotiven Zuliefererindustrie bildete sich Florian Roski auch selber weiter und war für ein Auslandsstudium in Peking und schloss im Dezember 2006 die Europäische Fernhochschule in Hamburg mit dem Master of Business Administration (MBA) ab. 2012 promovierte er zum Doctor of Business Administration (DBA) an der Universität von Surrey in England.
Florian Roski betreute von 2013 bis 2015 ehrenamtlich lernschwache Schülerinnen und Schüler mit Migrationshintergrund beim Nürnberger Verein „DEGRIN – Begegnung und Bildung in Vielfalt e. V.“
Florian Roski lebt in Nürnberg, in Dubai und in Nordzypern und ist primär als Immobilien-Investor als auch Mentor tätig und engagiert sich über seine DR. FLORIAN ROSKI STIFTUNG MMXX für den Tierschutz.

## Mister Germany
1999 nahm Florian Roski an der Wahl zum Mister Germany teil. Nachdem er zunächst den Titel „Mister Süddeutschland“ gewonnen hatte, setzte er sich in Berlin bei der Wahl im Estrel Festival Center auch gegen seine restlichen Mitwettbewerber durch und gewann den Titel „Mister Germany 1999“.

## Auszeichnungen
- Immobilienexperte des Jahres – 1. Platz des Black Bull Awards 2021[12]
- Der Panzerknacker Buch-Preis-Gewinner (Hörerpreis)[13]
- TOP CONSULTANT – Die Besten Berater des Deutschen Mittelstandes – 1. Platz 2016[13]
- 5-Euro-Business – 1. Platz mit dem Projekt „Lerntüte“[13]

## Bücher
- Das 1×1 des Immobilien Millionärs. Education Punk, Nürnberg 2016, ISBN 978-3-95471-521-3.
- Warum Immobilien King sind – by Dr. Florian Roski. Education Punk, Nürnberg 2017, ISBN 978-3-9817888-3-9.
- Feuer Deinen Boss & Werde Unternehmer: Für Deinen Erfolg als Gründer & Selbstständiger!, Education Punk, Nürnberg 2020, ISBN 978-3-948344-88-7.